# Arsen'evsky (huyện)
Huyện Arsen'evsky (tiếng Nga: ? райо́н) là một huyện hành chính tự quản (raion), của Tỉnh Tula, Nga. Huyện có diện tích 1094 km². Trung tâm của huyện đóng ở Arsen'yevo.